# Cassida rubiginosa
Espèce
Cassida rubiginosa est une espèce d'insectes coléoptères de la famille des Chrysomelidae.
Son épithète spécifique rubiginosa fait allusion à sa faculté de produire par la tête un liquide rougeâtre.